# Jacob de Vos Willemsz

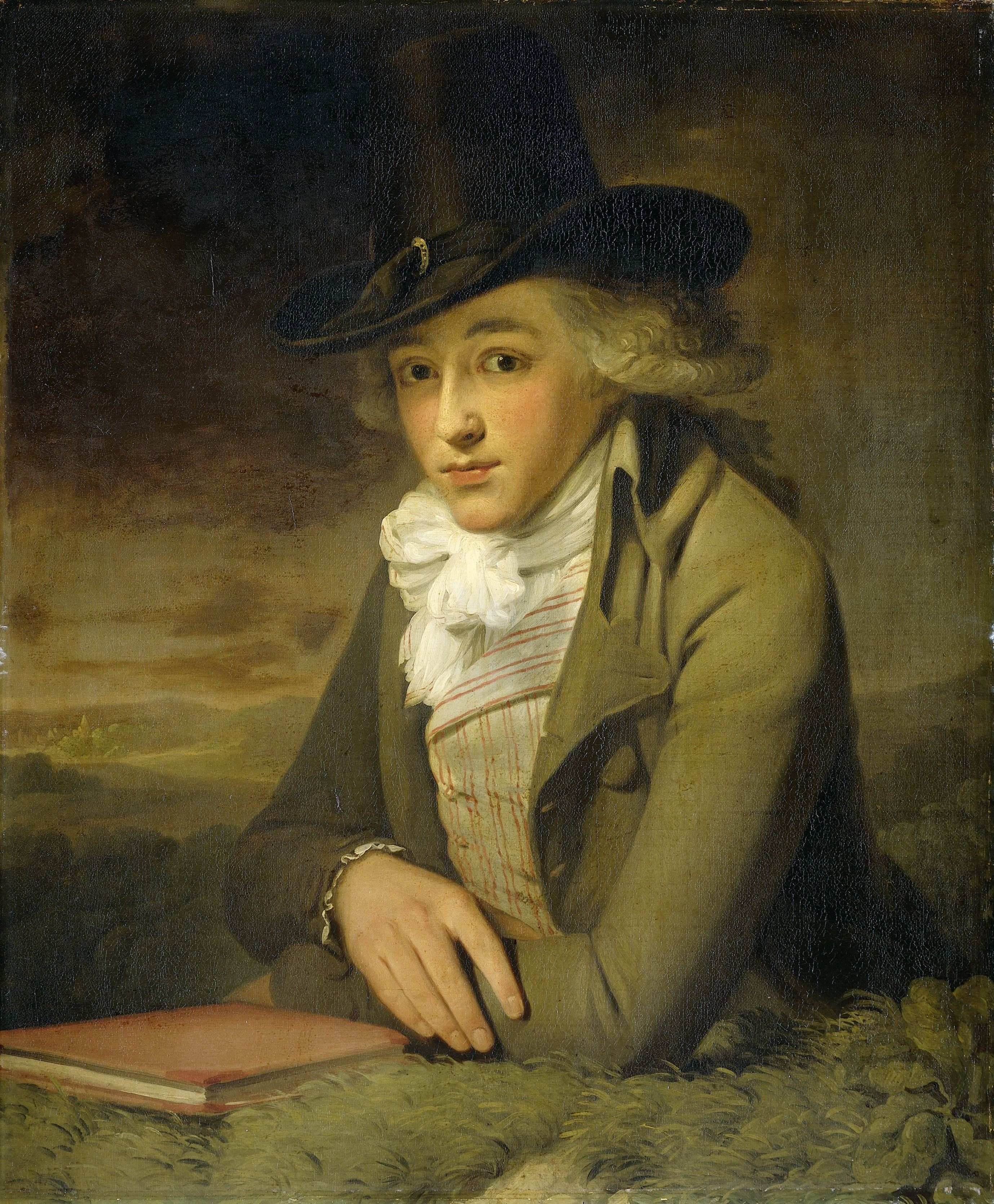
Portret van Jacob de Vos Willemsz, (Amsterdam Museum)

Jacob de Vos Willemsz (?, 1774 - ?, 23 juli 1844) was een Nederlandse dichter en tekenaar. Hij werd onder andere bekend van zijn verzameling getekende dagboekjes over en voor zijn kinderen. Deze tekende hij van 1803 tot 1809. Uit deze dagboekjes blijkt een intense vaderlijke betrokkenheid bij zijn kinderen. Het is tevens een beeldende beschrijving van de opkomst van de waardering van het kinderspel.
Jacob de Vos Willemsz was lid van het Haarlemse dichtgenootschap Democriet.
In 1840 werd hij benoemd tot Ridder der Orde van de Nederlandse Leeuw